# Leopold König
Leopold König (Moravská Třebová, 15 de novembre de 1987) és un ciclista txec, professional des del 2006. Actualment corre a l'equip Bora-Hansgrohe.

## Biografia
En categories inferiors el 2004 va prendre part en els Campionats del món de ciclisme del 2004 que es van disputar a Verona, acabant el 36è en la cursa en línia júnior, guanyada pel seu compatriota Roman Kreuziger.
El 2006 passà a professionals, de la mà de l'equip PSK Whirlpool. Aquell mateix any disputà els campionats del món a Salzburg, acabant el 39è en la cursa en línia sub-23. El 2011 va fitxar per l'equip continental professional Team NetApp, destacant la segona posició final aconseguida a la Volta a Àustria. El 2013 aconseguí el que fins a l'actualitat és la seva principal victòria, en guanyar una etapa de la Volta a Espanya.

## Palmarès
- 2005
  - Vencedor d'una etapa a la Cursa de la Pau júnior
- 2010
  - 1r al Volta a l'Alta Àustria i vencedor d'una etapa
  - 1r al Tour de la República Txeca i vencedor d'una etapa
  - Vencedor d'una etapa a la Volta a Bulgària
- 2012
  - Vencedor d'una etapa a la Volta a la Gran Bretanya
- 2013
  - Vencedor d'una etapa a la Volta a Espanya
  - Vencedor d'una etapa a la Volta a Califòrnia
  - 1r al Tour de la República Txeca i vencedor d'una etapa
- 2015
  - Vencedor d'una etapa al Tour de la República Txeca
- 2016
  -  Campió de la República Txeca en contrarellotge

### Resultats a la Volta a Espanya
- 2013. 9è de la classificació general
- 2016. 29è de la classificació general

### Resultats al Tour de França
- 2014. 7è de la classificació general
- 2015. 70è de la classificació general

### Resultats al Giro d'Itàlia
- 2015. 6è de la classificació general